# Rob Busser
Rob Busser (Wijhe, 23 november 1984) is een Nederlandse langebaanschaatser en marathonschaatser die vooral sterk is op de lange afstanden. In de eerste plaats is Busser een marathonschaatser met een voorliefde voor natuurijs. Soms maakt hij echter een uitstapje naar de langebaan. Op het NK afstanden 2011 in Thialf eindigde hij op de 5000m op een 19e plaats. Busser reed voor topdivisieploeg Equipe Renault Eco2 en is lid van de Deventer IJsclub. Op het NK marathon op natuurijs op 26 december 2010 werd hij 41e.
rob busser besloot uiteindelijk te stoppen met schaatsen. hij werd trainer bij Clafis

## Persoonlijke records
| Afstand      | Tijd     | Datum             | Baan       |
| ------------ | -------- | ----------------- | ---------- |
| 500 meter    | 41,03    | 27 september 2008 | Erfurt     |
| 1000 meter   | 1.20,90  | 12 maart 2004     | De Scheg   |
| 1500 meter   | 1.59,88  | 22 maart 2007     | De Scheg   |
| 3000 meter   | 4.06,31  | 9 oktober 2011    | Erfurt     |
| 5000 meter   | 6.44,35  | 5 november 2010   | Heerenveen |
| 10.000 meter | 16.03,83 | 22 februari 2005  | De Scheg   |

## Resultaten
| Jaar | NK Afstanden |
| ---- | ------------ |
| 2011 | 19e 5000m    |